# D'Ieteren (bedrijf)

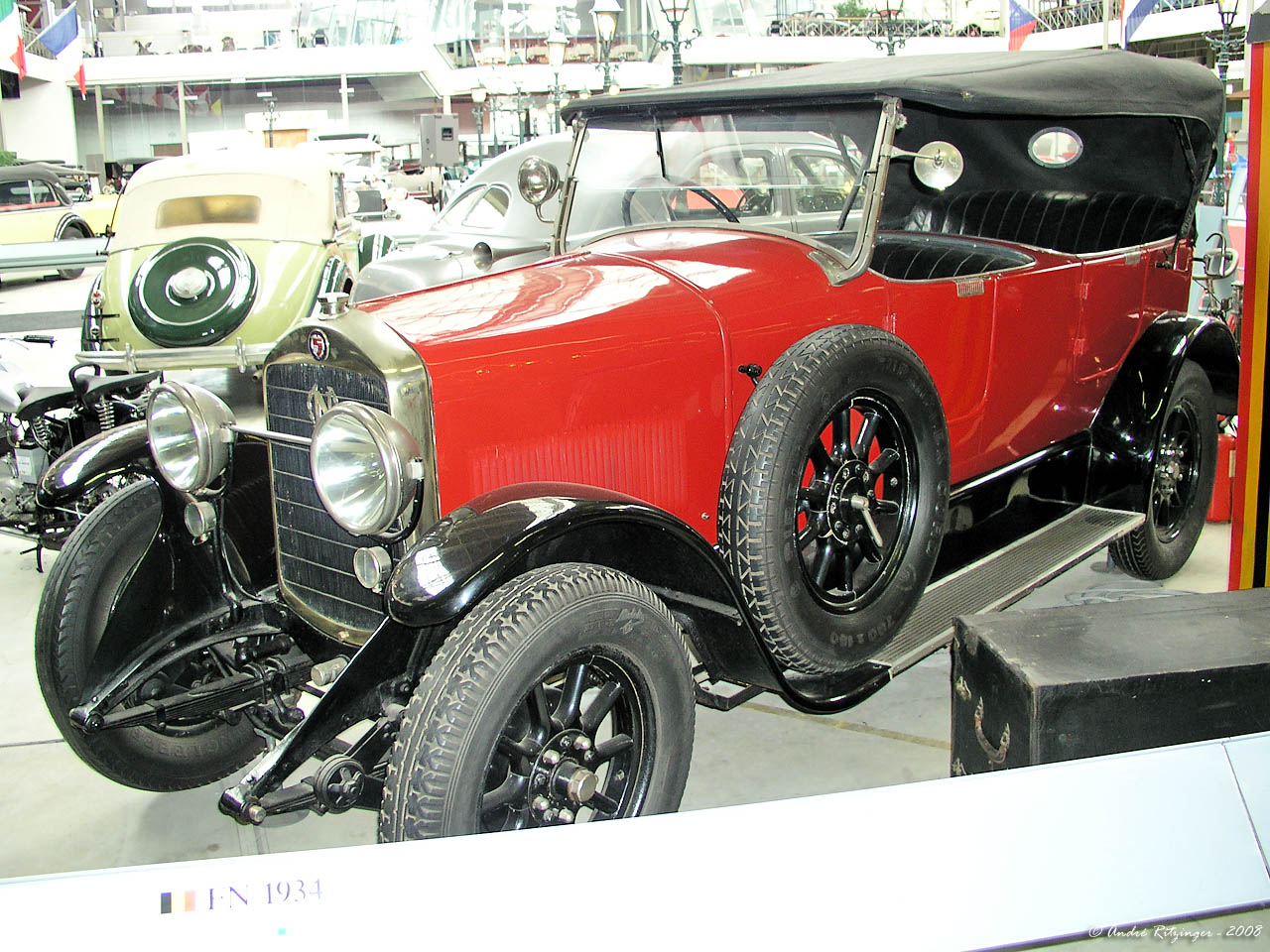
Nagant 15 CV tourer uit 1923, uit de werkplaats van D'Ieteren

D'Ieteren is een Belgische importeur en distributeur van auto's. De aandelen staan gequoteerd op de Euronext Brussels en maakt deel uit van de BEL 20.

## Activiteiten
De groep heeft de activiteiten als volgt verdeeld:
- D’Ieteren Automotive (100% in eigendom) staat in voor de invoer en de distributie van voertuigen van diverse automerken van vooral de Volkswagen Groep. Bij D’Ieteren Car Centers wordt onderhoud gepleegd aan voertuigen;
- Belron (voor 50,01% eigendom) actief met het herstellen en vervangen van autoruiten. Het is actief in 39 landen en handelt onder merknamen als Carglass, Safelite en Autoglass. In 2022 werkten bij Belron bijna 30.000 mensen;
- Moleskine (voor 100% aandeelhouder) ontwikkelt en verkoopt notebooks en schrijf-, reis- en leesaccessoires.
- TVH Parts (40% eigendom) onderdelen van heftruck, material handling, hoogtewerkers en industriële voertuigen.[2]
- PHE (91% in eigendom) verzorgt de distributie van auto-onderdelen in Frankrijk, Spanje, Italië en de Benelux.

In 2022 behaalde het bedrijf een omzet van 4,7 miljard euro, maar zou Belron en TVH Parts voor 100% zijn opgenomen dan kwam de omzet uit op bijna € 12 miljard.
De familie heeft met 59,5% een meerderheid van de aandelen in handen. Per jaareinde 2022 had de Nayarit Group 32,54% van de aandelen en de SPDG Group 26,86%.

### Import
D'Ieteren Automotive omvat:
- de import of distributie van Volkswagen, Audi, Seat, Cupra, Skoda, Porsche, Bentley, Lamborghini, Maserati, Bugatti, Rimac en Microlino in België (en soms ook Luxemburg en Frankrijk)

- de leasemaatschappij s.a. VdFin,
- netwerk My Way voor de verkoop van tweedehands auto's
- deelmobiliteit met Poppy
- laadpalen en zonnepanelen onder EDI
- fietsenwinkels onder de naam van Lucien

## Geschiedenis
Het bedrijf is in 1805 opgericht door de koetsenbouwer Joseph-Jean D'Ieteren, zoon van de Nederlander Jean-Gaspard Dieteren (1753-1795), die zich in Utrecht als wagenmaker had gevestigd. In de begindagen van de auto bouwde het carrosserieën op chassis' van andere fabrikanten, zoals Panhard en Minerva. In de jaren dertig richtte het zich op invoer (1931) en assemblage van auto's en vrachtwagens (1935) van het merk Studebaker.
Na de Tweede Wereldoorlog verkreeg D'Ieteren de invoer en montage van auto's van de merken Volkswagen (1948) en Porsche (1950). Later volgden nog andere merken van de Volkswagengroep: Audi (1974), Seat (1984), Škoda (1992), Bentley (2000) en Lamborghini (2001). De toenmalige directeur Roland d'Ieteren onderhield goede persoonlijke banden met de families Porsche en Pièch, banden die bij zijn overlijden in 2020 verloren gingen.
In 1956 begon het bedrijf met het verhuren van voertuigen. Vanaf 1975 begon ook de invoer en distributie van tweewielers van het merk Yamaha. In 1986 werd Avis gesplitst in een Europees en een Amerikaans onderdeel. D'Ieteren kocht in 1987 een belang in Avis Europa en in 2002 had het 59,6% van de aandelen in handen. In 2011 nam het Amerikaanse autoverhuurbedrijf Avis Budget Group heel Avis Europe over voor 719 miljoen euro. D'Ieteren kreeg voor het aandelenpakket 415 miljoen euro en gebruikte de opbrengst om de schuld te reduceren.
Vanaf 1999 werd D’Ieteren actief in de reparatie en vervanging van autoruiten, in partenariaat met Belron. In de loop der jaren heeft het met diverse aankopen het belang in Belron verhoogd. Begin 2018 verkocht D'Ieteren Group een aandelenbelang van 40% in Belron aan de internationale private investeringsmaatschappij Clayton, Dubilier & Rice (CD&R). Na de verkoop daalde het belang van D'Ieteren naar ruim 54%. Belron is wereldleider in autoglasherstellingen en behaalde een omzet van 3,3 miljard euro in 2016.
In juli 2021 kocht D'Ieteren Group een belang van 40% in TVH Parts, de onderdelendivisie van het voormalige Thermote & Vanhalst. Hiervoor betaalde D'Ieteren ongeveer 1,2 miljard euro. TVH Parts is een wereldwijde verdeler van onderdelen voor vorkliften en industriële, bouw- en landbouwmachines met hoofdzetel in Waregem.
In februari 2022 kondigde D'Ieteren de overname aan van Parts Holding Europe (PHE). PHE is een grote distributeur van onderdelen en diensten voor voertuigen. In augustus 2022 is de overname van PHE afgerond. PHE behaalde in 2022 een omzet van € 2,3 miljard en telde ruim 9000 voltijdsmedewerkers.

## Bedrijfsleiding
Voorzitter van de Groep D'Ieteren is Nicolas baron D'Ieteren, telg van de familie; gedelegeerd bestuurder en CEO was dhr. Axel Miller, ex-baas van de ten onder gegane financiële groep Dexia. Op 8 april 2019 werd zijn afscheid aangekondigd om onbekende redenen. Zijn opvolger is Francis Deprez. Aan het hoofd van het filiaal D'Ieteren Auto staat Denis Gorteman en aan het hoofd van Belron staat Carlos Brito.

## Trivia
- D'Ieteren heeft een museum gewijd aan de onderneming en aan de auto: D’Ieteren Gallery, gevestigd in de Maliestraat 50 te Elsene.
- De La Jamais Contente werd gemaakt in de werkplaatsen van D'Ieteren.[bron?] De Jamais Contente was een van de eerste auto's die het wereldsnelheidsrecords voor auto's hield.